# 알히네트

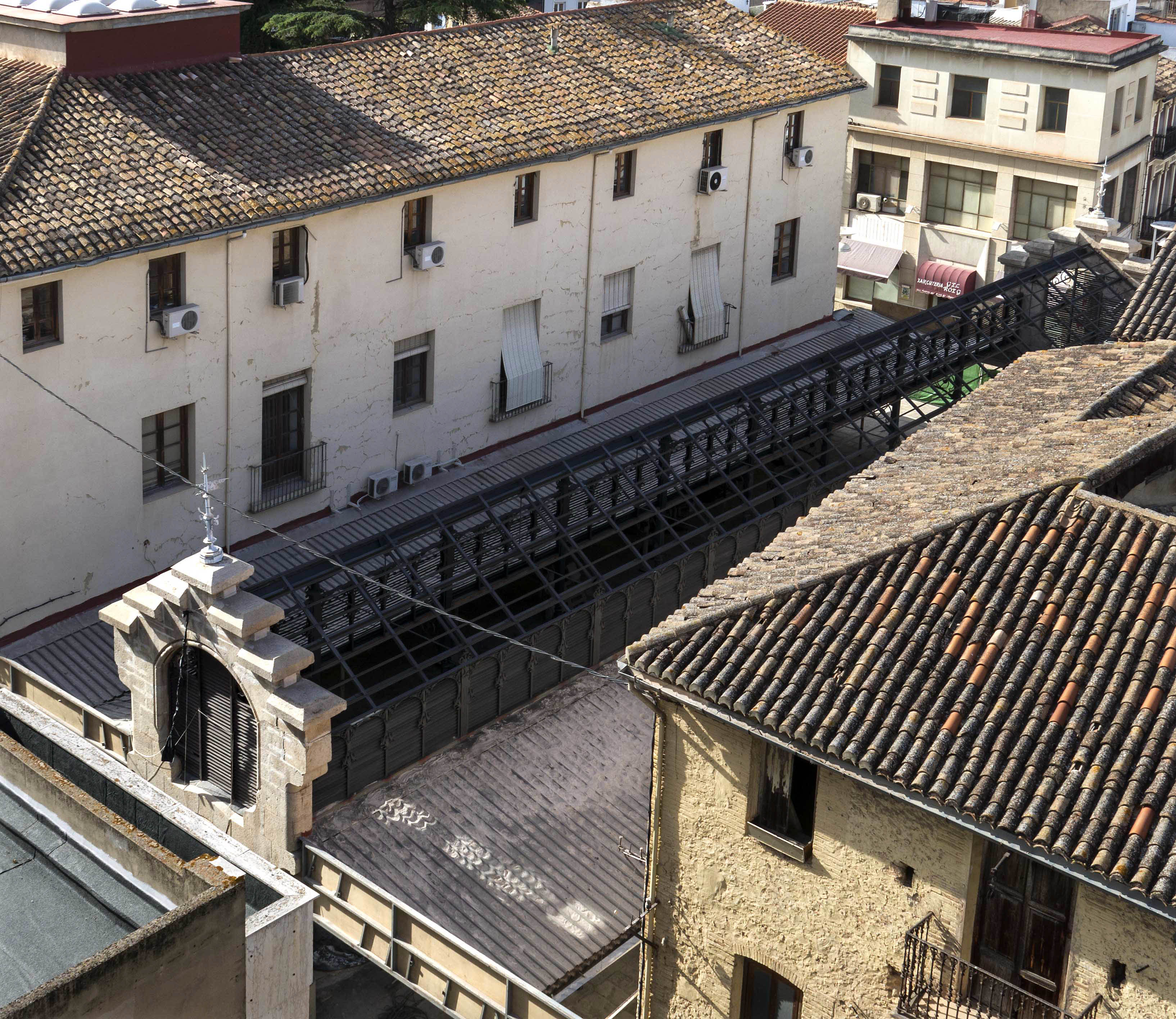
알히네트

알히네트(스페인어: Alginet)는 스페인 발렌시아 지방 발렌시아 주에 위치한 도시로 면적은 24.1km2, 높이는 150m, 인구는 13,068명(2016년 기준), 인구 밀도는 540명/km2이다.

시기
시 문장